# Romana Schlesinger
Romana Schlesinger (* 1986, Trenčín) je slovenská LGBT aktivistka. V září 2014 oznámila vstup do strany Sloboda a Solidarita.

## Život
Absolvovala gymnázium ve svém rodném městě. Od roku 2005 studovala žurnalistiku na Filosofické fakultě Univerzity Komenského v Bratislavě. Roku 2008 obhájila bakalářskou práci „Lesbické a gejské periodiká na Slovensku“. Později získala magisterský titul. Během střední školy se setkala s projevy antisemitismu a svou židovskou identitu se snažila nějaký čas skrývat.[zdroj⁠?!] Později se musela také vyrovnat s lesbickou identitou.
Byla součástí Prvého lesbického združenia Museion a později spoluzakladatelkou Queer Leaders Forum, původně aktivistické skupiny. Roku 2014 se stala výkonnou ředitelkou sdružení a projektovou manažerkou Q-centra. Současně byla výkonnou ředitelkou každoročního Duhového Pride v Bratislavě. První ročník zorganizovala jako studentka žurnalistiky.
V září 2014 oznámila, že vstupuje do strany Sloboda a Solidarita.